# NDR 1 Radio MV

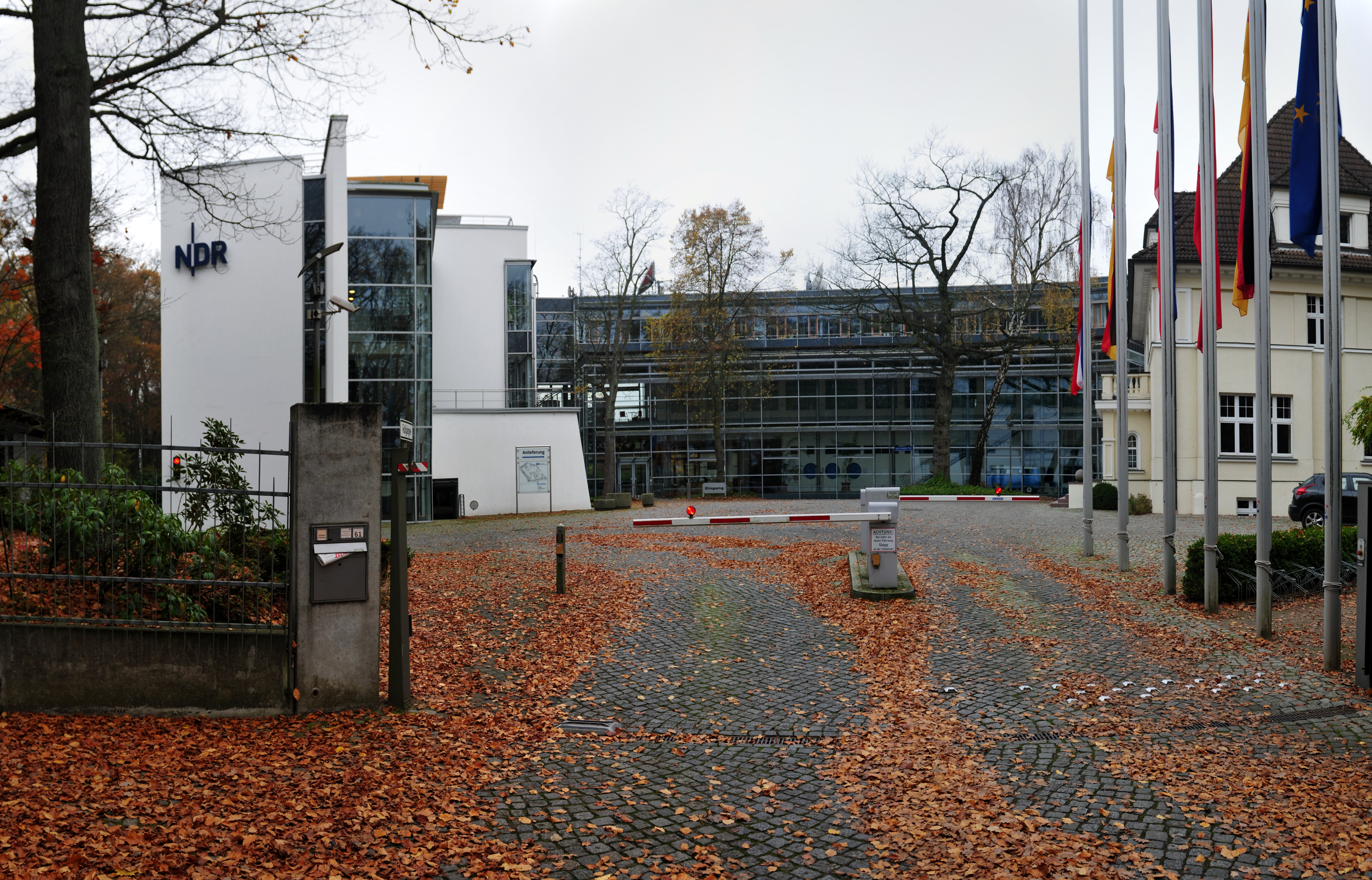
NDR-Landesfunkhaus MV in der Schweriner Schloßgartenallee 61

NDR 1 Radio MV ist das regionale Hörfunkprogramm des Norddeutschen Rundfunks (NDR) für Mecklenburg-Vorpommern. Es wird überwiegend im Landesfunkhaus Mecklenburg-Vorpommern in Schwerin produziert.
Regionalstudios sind das Vorpommernstudio Greifswald, das Haff-Müritz-Studio Neubrandenburg, das Ostseestudio Rostock und das Mecklenburg-Studio Schwerin (im Landesfunkhaus).

## Geschichte
Eine Hörfunkproduktion gab es im Gebiet des heutigen Landes Mecklenburg-Vorpommern erstmals am 9. August 1927, als die Nordische Rundfunk AG (NORAG) eine sogenannte Besprechungsstelle (Hörfunkstudio) im Schweriner Schloss einrichtete, die allerdings nur sporadisch genutzt wurde. 1928 folgte die erste Übertragung aus Rostock-Warnemünde. Gesendet wurde aus Hamburg, wohin die fertigen Beiträge per Telefonleitung geschickt wurden. Auch in Greifswald gab es eine Besprechungsstelle, deren Beiträge zur Funk-Stunde nach Berlin gingen.
Einen eigenen Sender erhielt Mecklenburg-Vorpommern am 24. Dezember 1945 mit dem Landessender Schwerin. Er war zusammen mit dem 1946 geschaffenen Landessender Potsdam (Brandenburg) dem Berliner Rundfunk zugeordnet; sein Intendant war 1947–49 Alfred Zahn, 1949–52 Christof Kirschnek. 1948 ging auch das Studio Rostock wieder in Betrieb. Im Zuge der Auflösung der Länder im Jahr 1952 wurden alle Sender und Studios in der DDR dem Staatlichen Komitee für Rundfunk unterstellt und nurmehr drei zentrale Programme veranstaltet, doch bildeten sich im Rahmen von Radio DDR schon bald wieder regionale Eigensendungen in den neu geschaffenen Bezirken heraus. 1953 ging der Mittelwellensender Wöbbelin in Betrieb, der 1956 durch den Mittelwellensender Greifswald und bald auch den UKW-Sender Marlow ergänzt wurde. 1959 wurde aus dem Studio Rostock als Sender Rostock ein eigenes Funkhaus. 1952 begann das Studio Neubrandenburg als Zulieferer für Schwerin; 1959 strahlte es seine ersten Eigenprogramme aus, wobei es redaktionell dem Sender Schwerin, technisch dem Sender Rostock unterstand. Ab 1964 liefen die regionalen Eigenprogramme der Sender Rostock, Schwerin und Neubrandenburg wie die der meisten anderen Bezirkssender vormittags auf den Frequenzen von Radio DDR II. Ab 1967 produzierte der Sender Rostock zudem jährlich in den Sommermonaten von Mai bis September die „Ferienwelle“. Für den Fernsehbereich bestand ab 1961 das Ostseestudio Rostock.
Infolge der Demonstrationen auf dem Schweriner Alten Garten im Oktober 1989 meldete sich der Sender Schwerin Ende Dezember 1989 als „Mecklenburg-Radio Schwerin“. Am 1. Juli 1990 ging Radio Mecklenburg-Vorpommern mit den landesweiten Programmen RMV 1 und RMV 2 (Ferienwelle) und mit Rostock als Leitfunkhaus auf Sendung; im Winterhalbjahr lief auf den Frequenzen der Ferienwelle NDR 2. 1991 erhielt Vorpommern, das bisher vom Studio Neubrandenburg abgedeckt worden war, in Greifswald ein eigenes Studio.
Nachdem die Gründung einer Nordostdeutschen Rundfunkanstalt (NORA) für Berlin, Brandenburg und Mecklenburg-Vorpommern Mitte 1991 gescheitert war, gingen die vier Rundfunkstandorte von Mecklenburg-Vorpommern Anfang 1992 im Norddeutschen Rundfunk auf; das Landesfunkhaus wurde in Schwerin eingerichtet. Die 27. und letzte Ferienwelle alten Stils gab es im Sommer 1993 (zum neuen Programmformat siehe unten).
Eine Hörfunksendung, die die Jahre überdauert hat, ist die plattdeutsche Sendung „De Plappermoehl“. Die Schweriner Plappermoehl begann am 24. Januar 1983 beim Sender Schwerin. Heute wird sie jeweils am letzten Sonnabend eines Monats von 19:05 bis 20:00 Uhr auf NDR 1 Radio MV ausgestrahlt. Am 25. November 2017 wurde die 400. Ausgabe gesendet, unter anderem mit einem neuen Eröffnungslied. Die Plappermoehl ist mit „Gruß an Bord“ eine der letzten großen Live-Unterhaltungssendungen im norddeutschen Hörfunk vor Publikum.

## Programmprofil
Analog zu den anderen drei Landeswellen des NDR wird das Programm zwischen 5:00 und 21:00 Uhr (am Wochenende von 6:05 bis 21:00 Uhr) eigenständig gestaltet; anschließend werden bis 23 Uhr ein gemeinsames Programm der NDR-1-Landeswellen und folgend bis zum Morgen die ARD-Hitnacht übernommen.
NDR 1 Radio MV spielte zunächst einen Musikmix aus Oldies der 1960er, 1970er und 1980er und Schlagern sowie mitunter auch Volksmusik. Zwischen 2008 und 2011 modernisierte sich NDR 1 Radio MV aus musikalischer Sicht. Schlager, Volksmusik und Oldies der 1960er wurden aus dem Programm genommen.
Heute spielt der Sender vorzugsweise Oldies und Hits aus den 1970er, 1980er und 1990er Jahren. Vereinzelt wird auch aktuelle Popmusik mit eingestreut.

## Ferienwelle
Bei dieser Sendestrecke handelt es sich nicht um die Weiterführung des beliebten Sonderprogramms des Hörfunkstudios aus Rostock wie zu DDR-Zeiten. Diese „Sendung“ wird ebenfalls in den Sommermonaten ausgestrahlt, allerdings meistens nur im Juli und August. Die Ferienwelle hat auch einen anderen Auftrag, so war sie früher ein moderiertes und durchdachtes Unterhaltungsprogramm, heute dient sie lediglich zur Überbrückung der Abendsendungen von NDR 1 Radio M-V, die zum genannten Zeitraum Sommerpause haben. Die jetzige Ferienwelle ist ein unmoderiertes Musikprogramm bestehend aus dem obig genannten Verhältnis der Musikauswahl des Senders. Zu hören ist die Ferienwelle montags bis freitags von 20:15 Uhr-22:00 Uhr mit fünfminütigen Nachrichten um 21 Uhr; am Wochenende kann man sie von 19:05 Uhr- 20:00 Uhr und nach der Tagesschau dann von 20:15 Uhr bis 22:00 Uhr mit ebenfalls fünfminütigen Nachrichten um 21:00 Uhr hören. Somit erschließt sich, dass die Landeswelle, bis auf übernommene Sendungen wie der Tagesschau und die Berichte von heute,  sowie dem selbst gestalteten Kulturjournal, in den Hochsommermonaten keine weiteren Programmradiosendungen zur Verfügung stellt und das Programm fast nur aus Formatradiosendungen besteht. Außerdem wird der Topfgucker zur Zeit der Ausstrahlung der Ferienwelle nicht produziert und gesendet.
Gelegentliche Höhepunkte innerhalb der Ferienwelle sind Sondersendungen, in welchen Mitschnitte aus der Sommertour von NDR 1 Radio M-V enthalten sind oder Sendungen zu besonderen Ereignissen. 2015 waren unter den Sondersendungen, neben den Mitschnitten der Sommertour auch die Eröffnungsaufführung des Theaterstückes La Traviata auf dem Alten Garten in Schwerin durch das Mecklenburgische Staatstheater zu hören, sowie die Juni-Plappermoehl, da die Ferienwelle, schon am 8. Juni begann und erst Anfang September aufhörte.

## Moderatoren
Die Morgensendung wird von Stefan Kuna und Dania Behm moderiert (Stefan-Kuna-Show). Im weiteren Tagesverlauf moderieren Ralf Markert und Nils Söhrens die Sendung Mein Lieblingsmix am Nachmittag. Marc Angerstein moderiert seine eigene Personality-Show Wochenend und Angerstein. Dörthe Graner, Mareen Steinert und Sandra Luner moderieren im Wechsel die Sendung Der Tag, ein tagesaktuelles Nachrichtenmagazin. Weitere Moderatoren diverser Sendungen sind Patrick Ortel, Thomas Lenz, Isabell Eulenstein, Christofer Hameister und Tatjana Brand. Jan Didjurgeit und Jörn Pissowotzki präsentieren als Sportreporter in der Regel die sportlichen Inhalte der Sendungen.
Bekannte ehemalige Moderatoren waren Isabel García, Marko Vogt, Susanne Grön, Leif Tennemann, Petra Wanitschka († 1. September 2015).

## Empfang
Der Sender ist über UKW, DVB-S (Astra), Internet-Livestream und seit 22. November 2011 über DAB+ empfangbar.